# L'Arboç
L'Arboç är en kommun i Spanien.   Den ligger i provinsen Província de Tarragona och regionen Katalonien, i den östra delen av landet, 500 km öster om huvudstaden Madrid. Antalet invånare är 5 486. Arean är 14,1 kvadratkilometer. L'Arboç gränsar till Castellet i la Gornal, Banyeres del Penedès, Sant Jaume dels Domenys, Castellví de la Marca och Santa Margarida i els Monjos. 
Terrängen i L'Arboç är platt.